# Hubertus Gerard van Suijlekom
Hubertus Gerard van Suijlekom (Geertruidenberg, 29 oktober 1914 – 1 januari 1997) was een Nederlands politicus van de CHU.
Hij werd geboren als zoon van Dirk Elisa van Suijlekom (1886-1954), burgemeester van Hooge en Lage Zwaluwe, en Gerdina Dirkje Ockers (1887-1974). Hij is werkzaam geweest bij de gemeentesecretarieën van Hooge en Lage Zwaluwe, Dubbeldam en Leerdam. Bij die laatste gemeente was hij hoofd van de afdeling financiën en waarnemend secretaris voor hij in  september 1946 benoemd werd tot burgemeester van Kapelle. Zijn officiële voorganger daar, Willem Bierens, was in 1943 met ziekteverlof gegaan en tot de benoeming van Van Suijlekom was loco-burgemeester Jan Balkenende (grootvader van de latere premier Jan Peter Balkenende) de facto de burgemeester van de gemeente Kapelle. Na de gemeentelijke herindeling van 1970 werd Van Suijlekom burgemeester van de fusiegemeente Kapelle waar onder andere Wemeldinge aan was toegevoegd. Vanwege gezondheidsproblemen ging hij in september 1978 vervroegd met pensioen. Begin 1997 overleed hij op 82-jarige leeftijd.